# Association latino-américaine de sociologie

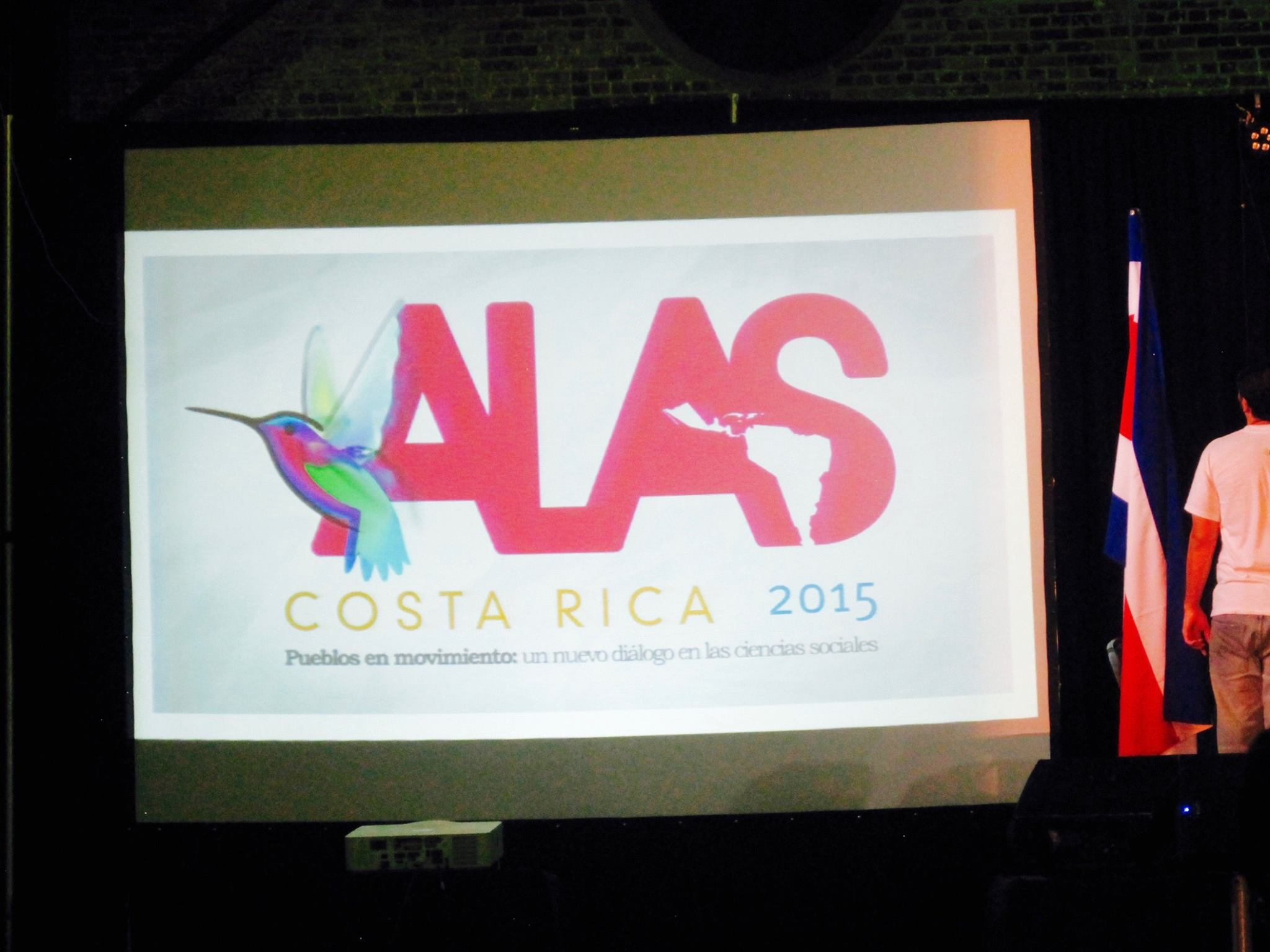
ALAS 2015 à San José, Costa Rica

Pour les articles homonymes, voir Alas (homonymie).
L'Asociación Latinoamericana de Sociología (ALAS - Association latino-américaine de sociologie) est une association régionale de sociologues en provenance d'Amérique latine ou ayant l'Amérique latine comme objet de recherche.

## Fondation
L'ALAS a été fondée le 7 septembre 1950 à Zurich, en Suisse, durant le premier congrès mondial de l'Association internationale de sociologie (AIS). Les membres fondateurs de l'ALAS sont Alfredo Poviña et Rodolfo Tecera del Franco (Argentine), José Arthur Ríos (Brésil), Rafael Bernal Jiménez (Colombie), Astolfo Tapia Moore et Marcos Goycolea (Chili), Luis Bossano et Ángel Modesto Paredes (Équateur), Roberto MacLean Estenós (Pérou) et Rafael Caldera (Venezuela). 

## Objectifs
L'ALAS est la première association de sociologues ayant un caractère régional. Elle est membre de l'AIS ainsi que de l'Institut international de sociologie. L'association regroupe sociologues et chercheurs en sciences sociales qui effectuent de la recherche, qui enseignent et qui participent à la diffusion de la connaissance scientifique sur la réalité sociale, économique, politique ou culturelle de l'Amérique latine. 

## Liste des congrès
Le premier congrès de l'ALAS eut lieu à Buenos Aires en Argentine, du 20 au 25 septembre 1951. Depuis, l'association tient son congrès tous les deux ans. 
- I - Buenos Aires  Argentine - 1951
- II - Rio de Janeiro  Brésil - 1953
- III - Quito  Équateur - 1955
- IV - Santiago du Chili  Chili - 1957
- V - Montevideo  Uruguay - 1959
- VI - Caracas  Venezuela - 1961
- VII - Bogota  Colombie - 1964
- VIII - San Salvador  Salvador - 1967
- IX - Mexico  Mexique - 1969
- IX - Santiago du Chili  Chili - 1972
- X - San José  Costa Rica - 1974
- XI - Quito  Équateur - 1977
- XII - Panamá (ville)  Panama - 1979
- XIII - San Juan,  Porto Rico - 1978
- XV - Managua  Nicaragua - 1983
- XVI - Rio de Janeiro  Brésil - 1985
- XVII - Montevideo  Uruguay - 1987
- XVIII - La Havane  Cuba - 1991
- XIX - Caracas  Venezuela - 1993
- XX - Mexico  Mexique - 1995
- XXI - São Paulo  Brésil - 1997
- XXII - Concepción  Chili - 1999
- XXIII - Guatemala  Guatemala - 2001
- XXIV - Arequipa  Pérou - 2003
- XXV - Porto Alegre  Brésil 2005

## Liste des présidents
- Alfredo Poviña (1951–1953 Argentine)
- Manuel Diegues Junior (1953-1959 Brésil)
- Isaac Ganón (1959-1969 Uruguay)
- Pablo González Casanova (1969-1971 Mexique)
- Clodomiro Almeyda (1971-1974 Chili)
- Daniel Camacho (1974-1977 Costa Rica)
- Marco A. Gandásegui (1977-1979 Panama)
- Denis Maldonado (1979-1981 Puerto Rico)
- Agustín Cueva (1981-1985 Équateur)
- Teotônio dos Santos (1985-1988 Brésil)
- Geronimo de Sierra (1988-1991 Uruguay)
- Luis Suárez Salazar (1991-1993 Cuba)
- Heinz Sonntag (1993-1995 Venezuela)
- Raquel Sosa Elizaga (1995-1997 Mexique)
- Emir Sader (1997-1999 Brésil)
- Eduardo Aquevedo Soto (1999-2001 Chili)
- Eduardo Vélasquez (2001-2003 Guatemala)
- Jordán Rosas Valdívia (2003-2005 Pérou)